# Старий Казанув
Старий Казанув (пол. Stary Kazanów) — село в Польщі, у гміні Конське Конецького повіту Свентокшиського воєводства.
Населення — 423 особи (2011).
У 1975-1998 роках село належало до Келецького воєводства.

## Демографія
Демографічна структура на день 31 березня 2011 року:
|          | Загалом | Допрацездатний вік | Працездатний вік | Постпрацездатний вік |
| -------- | ------- | ------------------ | ---------------- | -------------------- |
| Чоловіки | 209     | 42                 | 144              | 23                   |
| Жінки    | 214     | 39                 | 119              | 56                   |
| Разом    | 423     | 81                 | 263              | 79                   |